# Фрідріх Ґотліб Клопшток
Фрідріх Готліб Кло́пшток (нім. Friedrich Gottlieb Klopstock; 2 липня 1724, Кведлінбург — 14 березня 1803, Гамбург) — німецький поет, яскравий представник сентименталізму.

## Біографія
Народився 1724 року як старший із 17 дітей у пієтистській родині. Батько, Готліб Гайнріх, був заможним адвокатом та орендатором садиби Фріденбург, де й пройшло дитинство Фрідріха Готліба. Навчався в гімназії у Кведлінбурзі. У 1739—1745 роки навчався в графській земельній школі Пфорта (засн. 1543 р.), де здобув широку гуманістичну освіту. Тут Клопшток читав грецьких та римських класиків (Гомер, Піндар, Вергілій, Горацій), сам почав писати вірші й розробив перший план релігійного епосу «Месія».
1745 року почав вивчати теологію в Єнському університеті. У Єні він написав перші три пісні «Месії». Невдовзі Клопшток переїхав до Лейпцига, де переписав свого «Месію» гекзаметром. 1748 року він опублікував ці перші частини «Месії» («Месіади») в часописі «Bremer Beiträge». Публікація мала великий розголос і започаткувала цілий напрямок «месіадної» літератури. У Лейпцигу Клопшток написав свої перші оди. Після закінчення університету працював приватним учителем у містечку Бад-Лангензальца, де прожив два роки. У Бад-Лангензальці Клопшток закохався в Марію-Софію Шмідт, якій присвятив найкращі зі своїх ранніх од. Публікація од була бурхливо зустрінута противниками домінуючої тоді «поезії розуму», яскравим представником якої був Йоганн-Кристоф Готтшед. Фактично публікація од Клопштока ознаменувала появу в Німеччині так званої чистої поезії.
У цей час Клопшток познайомився зі швейцарським письменником Йоганном Якобом Бодмером, який запросив його до Цюриха. Клопшток поїхав до Цюриха 1750 року й провів там 8 місяців. Опісля на запрошення короля Данії Фредеріка V Клопшток поїхав до Копенгагена, де йому була надана пожиттєва рента в 400 (пізніше — 800) талерів на рік. У Данії він провів три роки.
10 червня 1754 року Клопшток одружився з Маргаретою (Метою) Моллер, з якою познайомився ще 1751 року по дорозі до Данії. 28 листопада 1758 року вона померла під час пологів. Вдруге Клопшток одружився лише 1791 року. Його дружиною стала Йоганна Елізабет Дімпфель (1747—1821), яка була племінницею Мети Моллер.
Протягом 1759—1762 років Клопшток мешкав у Кведлінбурзі, Брауншвайгу та Гальберштадті, після чого знову поїхав до Копенгагена, де перебував до 1771 року.
Окрім «Месії»,  повністю опублікованого 1773 року, Клопшток писав драми. Так 1769 року він написав драму «Битва Германна» (нім. Hermanns Schlacht). Згодом він переїхав до Гамбурга, проте на запрошення великого герцога Баденського Карла-Фрідріха 1776 року переїхав до Карлсруе.
Помер 14 березня 1803 року у віці 78 років. Його поховали 22 березня 1803 року поряд з Метою на цвинтарі Крістіанкірхе в Гамбурзі.

## Творчість
Фрідріх Готліб Клопшток є засновником ірраціоналізму та лірики переживання в німецькій літературі. Йому вдалося здолати раціоналістичну однобокість тодішньої німецької поезії та її ліричні «фліртування» в стилі рококо, запропонувавши лірику глибокого почуття та особистої сповіді. Поетичне слово в Клопштока набуло нової релігійної та національної тональності. Його поезія розширила виражальні засоби німецької літератури новою емоційністю, музичністю та численними неологізмами. Поезія Клопштока поєднує відроджені античні ритми на кшталт гекзаметра з вільними розмірами.
За життя найвидатнішим твором Клопштока вважався його поетичний епос «Месія», проте з сьогоднішнього погляду він видається майже нечитабельним через свою монотонність, надмірну довжину та нерозвинутість біблійного сюжету. Одначе для сучасників поява «Месії» Клопштока сприймалася як справжнє откровення та прояв нової культури почуттів.
Натомість його переважно неримовані оди, витримані у складних античних розмірах, та патетичні вірші, написані у вільних ритмах, змогли яскраво виразити загальнолюдські емоції й залишаються близькими сьогоденню. За силою поетичного слова лірика Клопштока перегукується з найкращими поетичними зразками його наступника Фрідріха Гельдерліна.
Драми Клопштока носять патріотично-героїчний характер, сюжетно вони пов'язані з ранньою германською історією та міфологією.
Окрім літературної творчості, Клопшток відомий як мовознавець та реформатор німецького правопису, а також педагог ("Республіка вчених").
У похилому віці критично ставився до доробку Ваймарської класики (Віланд, Гете, Гердер, Шиллер).

## Твори
Перелік творів, листів, повний видань та літератури з усіма бібліографічними даними подано у вікіджерелах.
- Friedrich Gottlieb Klopstock. Werke und Briefe. Historisch-kritische Ausgabe. Berlin und New York (Walter de Gruyter) 1974 ff. (= Hamburger Klopstock-Ausgabe — Гамбурзьке видання творів Клопштока).
- Declamatio, qua poetas epopoeiae auctores recenset F. G. Klopstockius (Abiturrede, 1745)
- Месія / Messias, Gesänge I—III (1748) Digitalisat und Volltext // Німецький текстовий архів
- Оди / Oden von Klopstock (1750)
- Messias, Gesänge I—V (1751) Digitalisat und Volltext // Німецький текстовий архів
- Nachricht von des Messias neuer correcter Ausgabe (1753)
- Про священну поезію / Von der heiligen Poesie (1754/55)
- Про наслідування грецького складового розміру в німецькій мові / Von der Nachahmung des griechischen Sylbenmasses im Deutschen (1754/55)
- Messias, Gesänge I—V (1755)
- Messias, Gesänge VI—X (1756) Digitalisat und Volltext // Німецький текстовий архів
- Смерть Адама. Трагедія / Der Tod Adams, ein Trauerspiel (1757)
- Eine Betrachtung über Julian den Abtrünnigen (1758)
- Von der besten Art über Gott zu denken (1758)
- Духовні пісні / Geistliche Lieder (1758), darin:
  - Die Auferstehung («Auferstehn, ja auferstehn wirst du»)
  - Die ihr Christi Jünger seid
  - Herr, du wollst uns vorbereiten
  - Begrabt den Leib in seine Gruft
  - Müde, sündenvolle Seele («Schmücke dich, o liebe Seele»)
- Про мову поезії / Von der Sprache der Poesie (1758)
- Про скромність / Von der Bescheidenheit (1758)
- Von dem Fehler andre nach sich zu beurtheilen (1758)
- Von dem Range der schönen Künste und der schönen Wissenschaften (1758)
- Von dem Publico (1758)
- Про дружбу / Von der Freundschaft (1759)
- Думки про природу поезії / Gedanken über die Natur der Poesie (1759)
- Розмова про істинну велич душі / Gespräch von der wahren Hoheit der Seele (1759)
- Соломон. Трагедія / Salomo, ein Trauerspiel (Tragödie, 1764)
- Fragmente aus dem XXten Gesang des Messias als Manuscript für Freunde (1764/66)
- Vom deutschen Hexameter (1767)
- Messias, Gesänge XI—XV (1768) Digitalisat und Volltext // Німецький текстовий архів
- Hermanns Schlacht. Ein Bardiet für die Schaubühne (1769) books.google.de [Архівовано 6 травня 2021 у Wayback Machine.]
- Oden und Elegien (Darmstadt, 1771)
- Oden (Hamburg, 1771) Digitalisat und Volltext // Німецький текстовий архів
- David, ein Trauerspiel (Tragödie, 1772)
- Aus einer Abhandlung zum Sylbenmaaße (1773)
- Vom gleichen Verse (1773)
- Messias, Gesänge XVI—XX (1773) Digitalisat und Volltext // Німецький текстовий архів
- Німецька республіка вчених / Die deutsche Gelehrtenrepublik. Ihre Einrichtung. Ihre Geseze. Geschichte des letzten Landtags. Auf Befehl der Aldermänner durch Salogast und Wlemar. (1774) Digitalisat in den Quellen zur Literatur- und Kunstreflexion des 18. und 19. Jahrhunderts [Архівовано 1 березня 2021 у Wayback Machine.], Digitalisat und Volltext // Німецький текстовий архів
- Оди і пісні для гри на клавірі / Oden und Lieder beym Clavier zu Singen (vertont von Christoph Willibald Gluck, 1776)
- Nachläse über di deütsche Rechtschreibung (1778)
- Von der Schreibung des Ungehörten (1779)
- Про мову та поетичне мистецтво / Ueber Sprache und Dichtkunst: Fon einer lateinischen Uebersetzung des Messias. Zäntes Fragment (1779)
- Messias, Gesänge I—XX (1780/81)
- Hermann und die Fürsten. Ein Bardiet für die Schaubühne (1784)
- Hermanns Tod. Ein Bardiet für die Schaubühne (1787)
- Oden zur Französischen Revolution (1790–99)
- Grammatische Gespräche (1794)
- Переклади
- Листування

## Українські переклади
Поезії Клопштока українською мовою перекладали Михайло Орест (поезія «Смерть») та Ігор Качуровський («Ранні могили»).

## Приклад поезії
Ранні могили
О місяцю срібний, вітай.
Гарний, тихий, мій друже нічний
Вже біжиш? Не втікай: стій, задуми брат.
Бачте, лишивсь, за хмарки тільки сховавсь.
Пробудження травня лишень
Ще гарніше, ніж літня ніч,
Як роса, світла вся, з чуба крап та крап,
І як на пагорби він в червені йде.
Ви, шляхтичі! Вже бо проріс
Крізь герби вам похмурий мох.
О, і я щастя мав, як тоді при вас
Бачив заграви світань, мерехт ночей.
Український переклад Ігоря Качуровського